# Euriphene duséni
Euriphene duséni är en fjärilsart som beskrevs av Aurivillius 1893. Euriphene duséni ingår i släktet Euriphene och familjen praktfjärilar. Inga underarter finns listade i Catalogue of Life.